# Arremonops conirostris

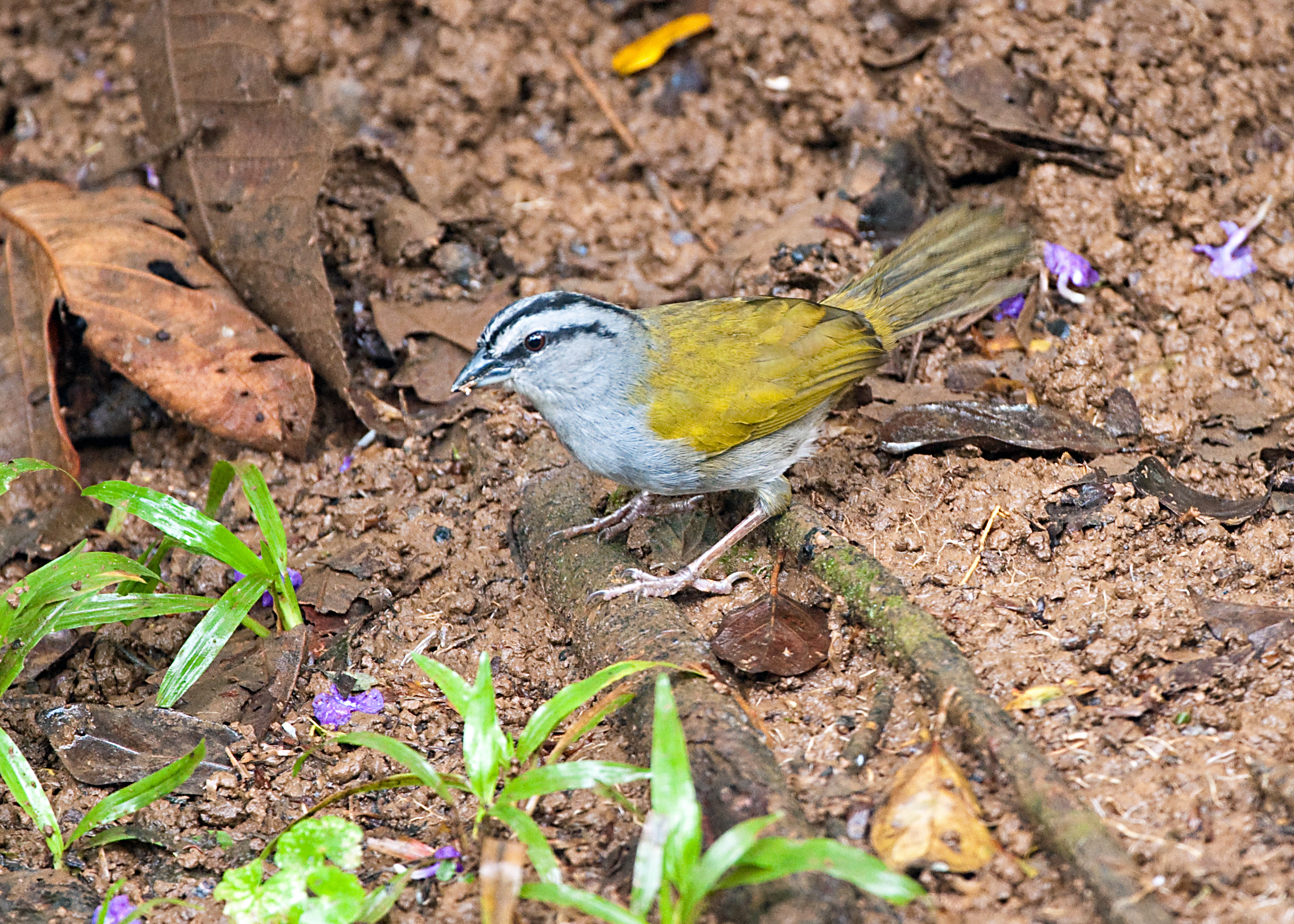
Espécimien en la cordillera de Talamanca (Costa Rica).

El cerquero negrilistado (Arremonops conirostris), también conocido como pinzón conirrostro (en Colombia), pinzón cabecilistado (Costa Rica), chingolo negrilistado (Ecuador), pinzón cabecilistado (Nicaragua) y curtío (Venezuela), es una especie de ave paseriforme de la familia Passerellidae nativa del norte de Honduras hasta el oeste de Ecuador, norte de Brasil y Venezuela.

## Descripción
La especie es principalmente terrestre, llega a medir 16.5 cm (6.5 pulgadas) de longitud y pesar 37.5 g (1.32 oz). El adulto tiene una cabeza gris, amplias franjas negras a cada lado del píleo y las rayas negras estrechas en cada ojo. Las partes superiores son color oliva, con un tono amarillo en la curva del ala. Las partes inferiores son blancuzcas a gris opaco en los lados de pecho y de oliva en la parte baja del abdomen. Las aves jóvenes tienen rayas marrones en una cabeza muy amarilla, las partes superiores de color marróna oliva y las partes inferiores amarillo oliva.

## Comportamiento
El cerquero negrilistado tiene un llamado «churk» metálico. El canto del macho, desde el suelo o una percha baja, consta de silbidos y notas arrastradas, «tsweet-tsweet tsweet-tswee ti-ti-ti», seguido de un gorjeo, pero varía geográficamente.
Se alimenta de insectos, arañas y semillas que encuentra en el suelo, y también recoge las bayas y presas invertebradas de arbustos bajos. Se observa en parejas, nunca en bandadas, y es una especie tímida y retraída.

## Subespecies
Esta especie se asemeja al pinzón aceitunado (Arremonops rufivirgatus), pero es más grande y sus distribuciones no se sobreponen. Existen siete subespecies:
- A. c. richmondii Ridgway, 1898: se reproduce en el sur de América Central hasta el oeste de Panamá. Es más pequeño y más brillante que la subespecie nominal conirostris;
- A. c. striaticeps (Lafresnaye, 1853): se reproduce en el centro de Panamá hasta el oeste de Ecuador. Es más blanco en la parte inferior que el nominal conirostris o richmondii;
- A. c. viridicatus Wetmore, 1957: se reproduce en la isla de Coiba, Panamá. Es más gris en la cabeza, pecho y flancos que striaticeps;
- A. c. inexpectatus Chapman, 1914: se reproduce en la parte occidental de Colombia. Es pequeño, sin brillo y de color marrón-oliva por encima;
- A. c. conirostris (Bonaparte, 1850): subespecie nominal, se reproduce en la mayor parte del norte de América del Sur;
- A. c. umbrinus Todd, 1923: se reproduce en la cuenca del Maracaibo y el norte de Colombia y Venezuela. Es otro pequeño, sin brillo, pero más brillante por encima y ligeramente más grande que inexpectatus; y,
- A. c. pastazae Krabbe y Stejskal, 2008: se encuentra en el este de Ecuador

## Hábitat y reproducción
Este pinzón americano es un ave común en las tierras húmedas bajas y laderas hasta 1500 m (4900 pies) de altitud, en hábitats semiabiertos, como matorrales, vegetación secundaria joven, campos de maleza, plantaciones sombrías y jardines.
La hembra construye un gran nido en forma de cúpula, hecho de material vegetal grueso y tiene una amplia entrada lateral. Normalmente se coloca a menos de un metro (3.3 pies) en maleza densa, pero puede estar tan alto como 1.8 m (5.9 pies). La nidada es de dos, raramente tres, huevos de color blanco sin manchas, que son incubados por la hembra en solitario durante 12 A 14 días antes de la eclosión.